# Реформи Гая Юлія Цезаря

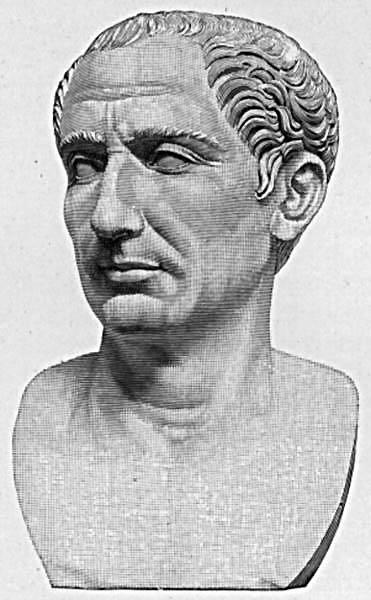
Погруддя Юлія Цезаря

Реформи Гея Юлія Цезаря проводились у Стародавньому Римі у 49-44 роках до н.е10[джерело?] Протягом цього часу Юлія Цезара кілька разів обирали диктатором, а також обіймав кілька важливих державних посад. Це дозволило йому впровадити ряд законів.
У всій реформаторській діяльності Цезара відзначаються дві головні ідеї. Перша — необхідність об'єднання римської держави в одне ціле, необхідність згладити різницю між громадянином -господарем і провінціалом- рабом, згладити ворожнечу національностей. А інша, що тісно пов'язана із першою, — упорядкування адміністрації, тісне спілкування держави з підданими, усунення посередників, посилення центральної влади.
Обидві ці ідеї позначаються в усіх реформах Цезаря, незважаючи на те, що проводив він їх дуже швидко, під час своїх численних коротких перебувань Римі . Цезар щоразу брався за те, що здавалося йому найнеобхіднішим, і лише зіставлення всього зробленого ним, незалежно від хронології, дозволяє вловити сутність його реформ та помітити струнку систему у їхньому проведенні.
Об'єднувальні тенденції Цезаря позначилися насамперед у його політиці стосовно партій серед керівних класів. Його політика милості по відношенню до супротивників, за винятком непримиренних, його прагнення залучити до державного життя Усі партії. Цією об'єднавчою політикою пояснюється широка довіра до всіх, яка і була причиною його загибелі. Ясно позначається об'єднавча тенденція щодо Італії. Найголовнішими були дві великі реформи Ю. Цезаря — монетна та календарна.

## Тексти та датування
Більшість подробиць з життя диктатора відомі із праць авторів епохи Римської Імперії, а свідчень сучасників із цього питання дуже мало.
Як правило, джерела не уточнюють, як відбувалося прийняття того чи іншого закону, і деякі реформи, які приписуються особисто Цезару, могли бути формально проведені його соратниками.
Крім того, не завжди можливо встановити хронологію проведення тої чи іншої реформи: по-перше, джерела зазвичай не повідомляють дату прийняття закону, а по-друге, реформа календаря внесла плутанину в датування подій до 45 років до н. е..

## Прийняття рішень
Найчастіше Цезар приймав рішення без обговорення його з сенатом, хоча при публічному оприлюдненні тексту вказувалося, ніби сенатори підтримали диктатора. Крім того, Цезар особисто приймав усі рішення у зовнішній політиці — сфері, яка раніше знаходилася виключно у віданні сенату. Проте, ніхто не міг перешкоджати його реформам звичним шляхом: старі політичні супротивники загинули у громадянській війні, і вся відкрита опозиція Цезарю складалася з кількох молодих трибунів. І незважаючи на те, що останні не мали повноважень для накладання вето на рішення диктатора, будь-яка публічна незгода з діями Цезаря придушувалася, як правило, чужими руками.
Проте, незадоволення діями диктатора підживлювало опозиційні настрої і дії незадоволених Цезарем римлян. Крім фрондування окремих трибунів відомий і випадок політизованого антицезаріанського виступу міма у римському театрі; можемо припустити, що випускалися і політичні памфлети . Крім того, деякі незадоволені діями Цезаря, включаючи його колишніх прихильників, потім стали проти нього.

## Закон про муніципії
Відомо, що Цезар видав у 45 році до н. так званий закон Юлія про муніципії (lex Julia municipalis), який регулює деякі моменти муніципального життя в Італії. У 1732 і 1735 роках коли розкопували давньоримськое місто Гераклея Луканська, що поблизу сучасного Таранто, було знайдено дві бронзові таблиці з текстом статуту гераклейської муніципії, що повністю копіював текст закону Юлія Цезаря.
Закон в один і той самий час доповнював статути окремих італійських громад, та служив їм всім корективом. З іншого боку, з'єднання в законі норм, що регулюють міське життя Риму та норм муніципальних, і значна ймовірність того, що норми міського благоустрою Риму були обов'язковими і для муніципіїв, ясно вказує на тенденцію звести Рим до муніципіїв, а муніципії підняти до Риму, який відтепер повинен був бути першим з італійських міст, що є резиденцією центральної влади та взірцем для всіх йому подібних центрів життя. Деякі загальні норми цього закону були бажаними і корисними і явно вказували, що врешті-решт Італія та її міста представляють одне ціле з Римом.
Закон Ю. Цезаря видано CIL., I, 206; Dessau, «Inscr. selectae», ІІ, 6085; за lex Julia municipalis його вперше рахував Savigny, «Vermischte Schriften», III, 279 і сл.; пор. Puchta, «Institutionen», I, § 90; Nissen, «Rhein. Museum», 1890, 100 та сл.; Mommsen, Rom. Gesch. ", III, 519 та сл. Неправильність думки Савіньї, від якої під кінець життя відмовився і Моммзен, доведено знахідкою фрагмента Тарентинського муніципального статуту (див. De Petra, Monumenti dei Lincei, VI, 435 і сл.; Hackel, «Wiener Studien», 1902; Mommsen, «Ephemeris epigraphica», IX, 5 і сл.).

## Дарування громадянства мешканцям провінцій
Така сама об'єднуюча тенденція позначається у тому, що у 49 р. згідно із законом Цезаря всім жителям Транспаданської Галії було подаровано громадянство. Таким чином був поширений на цю частину римського світу загальноіталійський муніципальний лад. Це був перший випадок поширення римського громадянства на цілу провінцію, і на цьому Цезар зупинятися не збирався.
Найстаріша римська провінція — Сицилія. Вона одна з найбільш романізованих, Нарбонська Галія, прилучаються при ньому до італійського ладу шляхом дарування їхнім містам латинського права.
Інші провінції, особливо західні (Гельвеція, Галлія, Іспанія, Африка), отримують колонії римських громадян. Колонії були осередками, з яких мав поширитися міський устрій по всій провінції, провідники правосвідомості серед провінціалів і запорука кращого їм майбутнього.
Цезар перший з великих вождів демократії остаточно виніс у провінції римську колонізацію і поклав міцну основу романізації, тобто об'єднання Заходу в одній культурі. У його колоніях знайшли собі забезпечення понад 80 000 римських громадян.

## Колонізаторська діяльність на Сході
На Сході його колонізаторська діяльність була набагато слабшою.
Відновлення Коринфу і висилка туди колонії була не мірою романізації Греції, що доводиться тим, що туди висилали виключно відпущеників, а таким самим актом справедливості і розумної економічної політики, як і відновлення Карфагена.
Заснування Синопу доводить вже зазначене прагнення диктатора об'єднати в одній державі всі землі між Дунаєм та Парфією.
Заснування колоній супроводжувалося широкою роздачею права мати римське громадянство провінціалам, причому Цезар не соромився і визнання за новими громадянами ins honorum та зарахуванням їх до складу сенату. Та все ж таки ця тенденція позначається у тому, що у колоніях, що були засновані Юлієм, відпущеники були декурионами.

## Реформування армії
По відношенню до війська Цезар не зробив ніякої основної реформи, яка б покращила чи погіршила становище армії Римської Імперії.
При Цезарі триває еволюція військового ладу, яка почалася ще задовго до нього і перетворювала військо з цивільного на наймане і з тимчасового на постійне. Як і Сулла, Помпей та Ю. Цезар тримали військо у своїх руках матеріальною вигодою — подарунками, наділами землею тощо. Великим кроком на шляху до перетворення війська на наймане було подвоєння платні солдатам. Ця міра легла важким тягарем на бюджет держави.
У особистих відношеннях до війська Ю. Цезар проводив таку саму реформу, як і у своїй діяльності. Він висував простих солдатів на заміну знатним офіцерам і не соромився вводити до складу легіонів жителів провінцій (наприклад, весь V легіон Alaudae — жайворонок — складався з галлів). Проте їм лише тільки після закінчення терміну служби було подаровано римське громадянство.
Для свого постійного війська Цезар намітив ряд місць постійної стоянки, що збігалися зі стоянками серпневого часу, але за винятком Сицилії, Італії та Понту. Найбільш сильні гарнізони стояли в Іспанії, Галлії, Ілліріці, Африці, Єгипті, Сирії; армія, що була призначена для Парфянського походу, знаходилася в Македонії. Загальна кількість легіонів Цезара була більше 40; але зараз ми майже нічого не знаємо про допоміжні війська, що грали достатньо важливу роль у війську Помпея, а потім ще й в армії Августа.

## Реформування судової системи
Крім цього, диктатор переглянув систему комплектування суддів у постійні кримінальні суди (quaestiones perpetuae), надавши по половині місць сенаторам та вершникам замість колишньої третини місць, що стало можливим після виключення з колегій ерарних трибунів.
Зустрічається думка, що він взагалі розформував/знищив цей квазі- стан.
У сфері державного будівництва Цезар збільшив кількість більшості колегій курульних (старших) магістратів. Число вибирається щорічно преторів зросло з 8 спочатку до 14, а потім до 16. Відповідно до цього збільшено число квесторов; цим одночасно сильно підривалося значення цих магістратур, оскільки відтепер кожен претор мав у Римі лише дуже вузьку судову компетенцію.
Посилені були покарання злочини стосовно провінціям: особи, засуджені у справах, видалялися з сенаторського стану (реформа ця стоїть у зв'язку з загальної судової реформою Цезаря, мало нам відомої і мало принципового значення).

## Інші реорганізації
Те саме прагнення далося взнаки і в постійній підтримці міського господарства, у турботі про благоустрій у красі міст.
Число квесторів було збільшено на 20 осіб щорічно, а едилів — на 2 рахунок aediles ceriales, що контролювали постачання хлібом.
Збільшилося також число авгурів, понтифіків та членів колегії квіндецемвірів.
Диктатор вдавався і до використання консулів-суфектів, через що їх кількість фактично зросла з колишніх двох; відомий випадок, коли суфект призначили на один день — 31 грудня.
Серед цілей збільшення чисельності магістратів називають: створення можливостей для ширшого залучення жителів Італії та незнатних римлян в управління державою, задоволення потреб зростаючого державного апарату (у тому числі у провінціях) та зниження гостроти боротьби кандидатів між собою, яка вже спричинила зростання електоральної корупції .
Диктатор привласнив право номінування кандидатів на основні посади: спочатку це робилося неофіційно, а потім він офіційно отримав таке право. Неугодних кандидатів він усунув від виборів. Найчастіше Гай висував на високі посади людей незнатного походження: відомо, що більш як половина консулів, обраних за протекцією Цезаря, були «новими людьми» (homines novi), серед предків яких не було консулів.
Втім, у роки його одноосібного правління виборні магістрати відігравали другорядну роль у порівнянні з людьми, призначеними Цезарем. Зокрема магістратів на 45 рік до н. е. довго не вибирали, а поки їх не було, повсякденне управління республікою здійснювали magister equitum Марк Емілій Лепід та призначені Цезарем префекти.
Юлій Цезар тричі переглядав списки сенаторів та, за свідченням Діона Кассія Діона Кассія, зрештою збільшив кількість сенаторів до 900 осіб.

## Календарна реформа
Не менш важливим була і календарна реформа. Римський календар, зважаючи на його заплутаність і відсталість порівняно з науково-перевіреними календарями елліністичного Сходу, не міг з ними конкурувати і претендувати на загальнодержавне значення. У 47 р. Ю. Цезар реформує календар згідно з найточнішими обчисленнями того часу. Новий календар, через його переваги, можна було поступово вводити у всі провінції і домагатися справжньої єдності у часочисленні.
Нарешті, 46 року до н. е. Цезар оголосив реформу римського календаря. Замість колишнього місячного було введено сонячний календар, розроблений олександрійським ученим Созігеном і що складався з 365 днів з одним додатковим днем кожні чотири роки. Втім, для проведення реформи потрібно спочатку привести чинний календар у відповідність до астрономічного часу. Оскільки у 50-ті та 40-ті роки до н. е. Великим понтифіком був Цезар, який часто був відсутній у столиці і не мав можливості приводити традиційний календар у відповідність до астрономічного часу, відставання зросло майже до трьох місяців. Використовуючи свої повноваження великого понтифіка, у лютому 46 року до зв. е. Цезар вставив звичайний у таких випадках додатковий місяць мерцедоній, а між листопадом та груднем додав ще два додаткові місяці, тому лише у 46 році до н. е. за римським рахунком виявилося 445 днів. Починаючи з нового 45 року до зв. е. почав діяти календар, нині відомий як юліанський. Новий календар використовувався у Європі повсюдно протягом шістнадцяти століть, до розробки за дорученням римського папи Григорія XIII незначно уточненої версії календаря, який отримав назву григоріанського.